# Wahhabism
Wahhabism (arabă الوهابية, translit. al-Wahhābiya(h)) este o doctrină islamică și o mișcare religioasă fondată în secolul al XVIII-lea de teologul și predicatorul Muhammad Ibn Abd al-Wahhab. 

## Descriere, etimologie și definiții

### Descriere
Doctrina wahhabită fost descrisă ca „ultraconservatoare”, „austeră”, 
„fundamentalistă” 
și „puritană”. Adepții ei au considerat-o o „mișcare reformatoare” islamică al cărei scop este reintroducerea „adulației monoteiste pure” (tawhid), iar oponenții săi o „mișcare sectantă deviantă”, „o sectă scelerată” și o distorsionare a Islamului.
Termenul de wahhabism este adesea folosit în mod polemic, iar aderenții curentului resping în general utilizarea lui, preferând să fie numiți salafiști sau muwahhizi. Mișcarea pune accentul pe principiul de tawhid, respectiv „unicitatea” și „unitatea” lui Dumnezeu. Wahhabismul își afirmă drept principale influențe pe Ahmad ibn Hanbal (780–855) și Ibn Taymiyya (1263–1328), amândoi aparținând Școlii hanbalite, deși proporția influenței lor reale asupra dogmaticilor mișcării a fost contestată.

### Etimologie
Wahhabismul este denumit după predicatorul și activistul din secolul al XVIII-lea Muhammad Ibn Abd al-Wahhab (1703–1792). El a declanșat o mișcare de reformă în regiunea izolată și puțin populată Najd, propovăduind eradicarea răspânditelor cutume sunite precum venerarea sfinților, căutarea mijlocirii și vizitarea mormintelor lor, toate fiind practicate în întreaga lume islamică, dar pe care el le-a considerat idolatrii (shirk), impurități și inovații în islam (Bid'ah).

### Definiții în literatura de specialitate
Unele definiții sau utilizări ale termenului de islam wahhabit includ:
- „un corp de doctrine” și „un set de atitudini și comportament derivate din învățăturile unui reformist religios deosebit de sever care a trăit în Arabia centrală la jumătatea secolului al XVII-lea”. (Gilles Kepel)[19]
- „islam pur” (David Commins, parafrazând definiția adepților),[8] care nu deviază în nici un fel de la legea Sharia și care ar trebui numit islam, nu wahhabism. (Regele Salman bin Abdulaziz al Arabiei Saudite)[20]
- „un crez greșit care favorizează intoleranța, promovează teologia simplistă și restrânge capacitatea islamului de adaptare la împrejurări diverse și schimbare”. (David Commins, parafrazând definiția oponenților curentului)[8]
- „o mișcare reformatoare conservatoare ... crezul pe care a fost fondat regatul Arabiei Saudite și [care] a influențat mișcările islamice din toată lumea”. (Encyclopedia of Islam and the Muslim world)[21]
- „o sectă dominantă în Arabia Saudită și Qatar”, cu capete de pod în „India, Africa și pretutindeni”, cu o „fermă interpretare fundamentalistă a islamului în tradiția lui Ibn Hanbal”. (Cyril Glasse)[12]
- o „mișcare reformistă/de trezire spirituală din secolul al XVIII-lea pentru reconstrucția socio-morală a societății” „fondată de Muhammad ibn Abd al-Wahhab” (Oxford Dictionary of Islam).[22]
- la origine o „reînvigorare literală” a principiilor islamice care ignoră latura spirituală a islamului, care „a crescut pe aripile entuziasmului și năzuinței și care apoi s-a scufundat în abisurile neprihănirii de sine fariseice” după ce a câștigat putere și și-a pierdut „năzuința și umilința”. (Muhammad Asad)[23]
- „un trend politic” în islam care „a fost adoptat pentru scopuri de împărțire a puterii”, dar care nu poate fi numit sectă deoarece „nu are practici deosebite, nici rituri deosebite și nici o interpretare deosebită a religiei care diferă de corpul principal al islamului sunit”. (Abdallah Al Obeid, fost decan al Universității Islamice din Medina și membru al Consiliului Consultativ Saudit)[24]

## Istoria wahhabismului

### Muhammad Ibn Abd al-Wahhab
Bazele teologiei wahhabite au fost puse în secolul al XVIII-lea de către predicatorul Muhammad Ibn Abd al-Wahhab. Acesta s-a născut in anul 1703 în ‘Uyayna, un sat din provincia Najd, în Arabia centrală, într-o familie de oameni educați (Al-Musharraf). Atât bunicul, cât și tatăl lui Abd al-Wahhab, au fost judecători, tatăl său fiind un jurist afiliat uneia dintre cele patru școli juridice islamice, școala hanbalită.
În 1715, Abd al-Wahhab părăsește casa părintească cu scopul căutării cunoașterii religioase, lucru relativ obișnuit la acea vreme, având în vedere situația familiei lui și faptul că Najd avea resurse limitate de profesori și cărți, mai ales în comparație cu al-Hijaz, regiunea în care se aflau Mecca și Medina. Este dificil de stabilit traseul exact al peregrinării lui, din lipsă de surse. Totuși, se cunoaște că a vizitat Mecca, Medina, al-Ahsa și Basra. Se presupune că mai întâi a luat parte la hajj în Mecca, iar de acolo ar fi mers în Medina, unde a fost instruit de Muhammad Hayat as-Sindi (m.1750), un predicator indian, care i-a făcut cunoscută tradiția hadith-ului, și de Abdullah ibn Sayf aș-Șammari, care l-a introdus in scrierile lui Ibn Taymiyya (m.1328) și ale lui Ibn Qayyim al-Jawziyya (m.1350). Tot ei l-au inspirat să se refere direct la cele două surse principale de drept islamic, Coranul și Sunna, în loc să se bazeze pe comentariile tradiționaliste.
În timpul călătoriilor sale, mai ales în Basra, un oraș port cu o comunitate șiită considerabilă la acea vreme, a fost tentat să practice populara evlavie islamică, sub formă de rugăciuni și vizite la mormintele unor musulmani pioși și de renume local, practici care însă i-au displăcut și pe care le-a condamnat. Ulterior, a întâlnit un important profesor de jurisprudență islamică, Muhammad al-Majmu’i, care i-a îmbogățit cunoștințele legate de tradiția hanbalită și care i-a susținut inițial decizia de a îndrepta ceea ce el percepea ca fiind greșit în acea comunitate, însă clericii locali au exercitat presiuni asupra autorităților pentru ca acesta să părăsească Basra, deranjați fiind de activismul său. 
A urmat al-Ahsa, unde a fost dezamăgit de practicile musulmane de acolo și de lipsa de implicare din partea învățaților locului. Aici a petrecut o perioadă mai lungă pentru a copia multe dintre cărțile lui Ibn Taymiyya și Ibn Qayyim al-Jawziyya, care au devenit surse semnificative de inspirație pentru el. Apoi, în jurul anului 1739, Abd al-Wahhab s-a întors în oaza Huraymila, in regiunea sa natală, Najd. Acolo a scris cea mai cunoscută carte a sa, "Kitab al-Tawhid" (Cartea monoteismului). Până în acel moment, elementele principale ale teologiei lui erau deja formate.  Ideile sale au fost respinse de oficialii locali hanbaliți și a fost expulzat, mai întâi din Huraymila și apoi din 'Uyayna, orașul său de baștină. În 1744 a ajuns în Ad-Dar'iyah (romanizat Diriyah, localitate în NV-ul Riad-ului), unde mișcarea sa a fost sprijinită de Emirul Muhammad ibn Saud, cu care a încheiat un pact, oferindu-i supunere politică și promițându-i că protejarea și propagarea mișcării wahhabite înseamnă „putere și glorie”, precum și domnie peste „pământuri și oameni”.

### Evoluția wahhabismului
Până la sfârșitul secolului al XVIII-lea, adepții lui Abd al-Wahhab aduseseră tot Najd-ul sub controlul lor; au atacat Karbala din Irak, un oraș sfânt al șiiților și au ocupat Mecca și Medina, în vestul Peninsulei Arabice. 
În urma războiului turco-saudit (1811-1818), Emiratul Diriyah a fost distrus, punând capăt primului stat wahhabit în 1818, dar mișcarea a reînviat sub conducerea lui Faysal I al Arabiei Saudite. Statul a fost ulterior parțial restructurat, fiind însă din nou distrus, la sfârșitul secolului al XIX-lea, de către dinastia Ar-Rașiyd din nordul Peninsulei Arabice. Acțiunile lui Ibn Saud, din secolul al XX-lea, au condus în cele din urmă la crearea Regatului Arabiei Saudite în 1932 și au asigurat dominația religioasă și politică a wahhabismului în Peninsula Arabă.
Distinsul gânditor islamic Khaled Abou El Fadl, punctează, în lucrarea sa "Reasoning with God. Reclaiming Shari‘ah in the Modern Age" (Discuție cu Dumnezeu. Revendicarea Șariei în epoca modernă)
principalii factori care au dus la "extinderea wahhabismului de la originile sale modeste la o paradigmă teologică și juridică care a afectat, în egală măsură, și musulmanii și non-musulmanii":
1. În revolta lor împotriva otomanilor, mișcarea a făcut apel la ideologiile emergente ale naționalismului arab din secolul al XVIII-lea; "poziționându-se față de conducerea otomană ca la o putere ocupaționistă, wahhabismul a stabilit un precedent puternic pentru noțiunile de autodeterminare și autonomie arabe."
2. Wahhabismul a pledat pentru întoarcerea la originile pure ale islamului, cu care se identifică, respingând bagajul istoric acumulat și insistând asupra întoarcerii la ideologia generației profetului Mohamed și a însoțitorilor săi (as-salaf aṣ-ṣāleh);
3. Controlând Mecca și Medina, Arabia Saudită a ajuns, în mod firesc, în poziția de a exercita o influență considerabilă asupra culturii și gândirii islamice și chiar asupra sistemelor de credință ale islamului însuși;
4. Descoperirea și exploatarea resurselor de petrol au generat o sursă uriașă de lichidități care au fost folosite inclusiv la promovarea mișcării în afara granițelor Arabiei Saudite, prin fondarea de moschei și organizații care aveau ca activități principale prozelitismul. Îndeosebi după 1975, "odată cu creșterea bruscă a prețurilor petrolului, Arabia Saudită a promovat agresiv gândirea wahhabită în spațiul islamic, o examinare sumară a ideilor și practicilor predominante fiind suficientă pentru a arăta influența pe scară largă a gândirii wahhabite asupra lumii musulmane de astăzi."

## Viziunea wahhabită asupra islamului
Muhammad Ibn Abd al-Wahhab a fost preocupat de felul în care oamenii se angajau în practici pe care el le considera politeiste, cum ar fi rugăciunile către sfinți, pelerinajele la morminte și moschei considerate speciale, venerarea copacilor, peșterilor și pietrelor. El a fost, de asemenea, îngrijorat de ceea ce a văzut ca fiind o lejeritate în aderarea la legea islamică și în îndeplinirea obligațiilor religioase, cum ar fi indiferența față de situația văduvelor și a orfanilor, adulterul, lipsa de atenție la rugăciunile obligatorii și eșecul de a acorda părți de moștenire echitabile femeilor. Când Abd al Wahhab a început să predice împotriva acestor încălcări ale legilor islamice, el a caracterizat practicile obișnuite ca fiind jahiliya, același termen ce a folosit și pentru a descrie ignoranța arabilor din perioada preislamică.
Elementul central, în viziunea wahhabită asupra islamului sunnit, îl reprezintă, însă, cu siguranță, respingerea cultului sfinților și al mormintelor. 
Wahhabismul a fost, de asemenea, asociat cu practica takfir-ului (etichetarea musulmanilor care nu sunt de acord cu viziunea lor ca apostați).
Deși intens mediatizată, viziunea wahhabită rămâne puternic minoritară și diferă de, sau chiar se opune majorității doctrinelor islamice, vizând în special o practică religioasă pur ritualistă.